# مصفوفة خلايا ذاتية التشغيل
الاتومات الخلوي (بالإنجليزية: Cellular Automaton)‏ هي تعبير (رياضي - برمجي) يدل على مصفوفة من الخلايا يمكن أن تأخذ عدد منته من الحالات حيث كل حالة مستقبلية للخلية تتعلق بحالتها الحاضرة وبحالة الخلايا المجاورة لها. إن التحول من حالة إلى أخرى يحكم بقواعد معرفة مسبقًا.

"لعبة الحياة لكونواي"

إن أحد أشهر نماذج الاتومات الخلوي هو لعبة الحياة لكونواي.
في لعبة كونواي يمكن للخلية أن تمر بثلاث حالات:
1. «الولادة»: إذا كانت الخلية ميتة وحولها 3 جارات أحياء (الخلايا الجارة هي 8 خلايا محيطة بالخلية المدروسة)، يتم تشغيل الخلية (واحد منطقي).
2. «النجاة»: إذا كانت الخلية حية وحولها إما جارتين أو ثلاثة أحياء، تبقى الخلية على قيد الحياة (لا تتغير حالتها).
3. «الموت»: ما تبقى من حالات (بمعنى: إذا كانت الخلية حية وحولها أقل من خليتين أحياء أو أكثر من ثلاثة أحياء) نقوم بإطفاء الخلية.